# Michel Schmöller
Michel Vendelino Schmöller (Brasil, 11 de noviembre de 1987) es un futbolista brasileño. Juega de mediocentro defensivo.

## Trayectoria
El defensa brasileño Michel Schmöller es un central que también puede jugar de medio centro defensivo.
En 2009 actuó en 5 partidos en la Serie B con el Figueirense.
En 2010 jugó en el Brasiliense, equipo con el que descendió de la Serie B a la Serie C brasileña, equivalente a la Segunda B española, y dónde acumuló 22 partidos. En el mercado de invierno de 2011 firmó con el FC Cartagena, con el que hizo una discreta 2ª vuelta del campeonato, jugando 4 partidos (solo uno como titular) a un bajo rendimiento. A final de temporada, no se le renovó el contrato, y se quedó como agente libre.
En agosto de 2013 fue contratado por el ABC.

## Clubes
| Club                   | País   | Año       |
| ---------------------- | ------ | --------- |
| Atlético Goianiense    | Brasil | 2008      |
| Figueirense            | Brasil | 2009-2010 |
| Brasiliense            | Brasil | 2010-2011 |
| FC Cartagena           | España | 2011-2011 |
| America de Natal       | Brasil | 2012-2012 |
| Ituano                 | Brasil | 2013      |
| ABC                    | Brasil | 2013-2014 |
| Remo                   | Brasil | 2014      |
| Internacional de Lages | Brasil | 2015      |
| Luverdense             | Brasil | 2015      |
| Internacional de Lages | Brasil | 2016      |
| Remo                   | Brasil | 2016      |
| Internacional de Lages | Brasil | 2017      |

## Selección nacional
En el verano de 2007 acudió con la selección de Brasil al Campeonato Sudamericano Sub-17. Tras el torneo, su propio padre denunció en varios periódicos brasileños que falsificaron la partida de nacimiento de su hijo, que tenía 19 años, para que jugara con la sub-17. Schmöller nació en noviembre de 1987, y no en enero de 1990, como aparecía en los ficheros de la Federación Brasileña de Fútbol. Ello le costó una suspensión de seis meses.